# 40S核糖体亚基
真核小核糖體亞基（英文：Eukaryotic small ribosomal subunit）又稱40S核糖体亚基（40S ribosomal subunit），是80S核糖體的較小亞基，該核糖體的另一成分是60S核糖體亞基。“40S”和“60S”的名稱源於核糖體顆粒根據其沉降係數以Svedberg單位表示。它在結構和功能上與70S原核核糖體的30S核糖體亞基有關。但是，40S亞基比原核30S亞基大得多，並且包含許多其他蛋白質片段以及rRNA擴展片段。

## 功能
40S亞基包含一個解碼中心，該中心監控tRNA和mRNA在蛋白質轉譯中的互補性。它是包括43S和48S前起始複合體（PIC）的幾種轉譯起始複合體的最大組成部分，與多種真核起始因子如eIF1、eIF1A和eIF3結合。

## 外部連結
- Ribosomal Protein Gene Database (RPG) （页面存档备份，存于）